# Tub fotomultiplicador

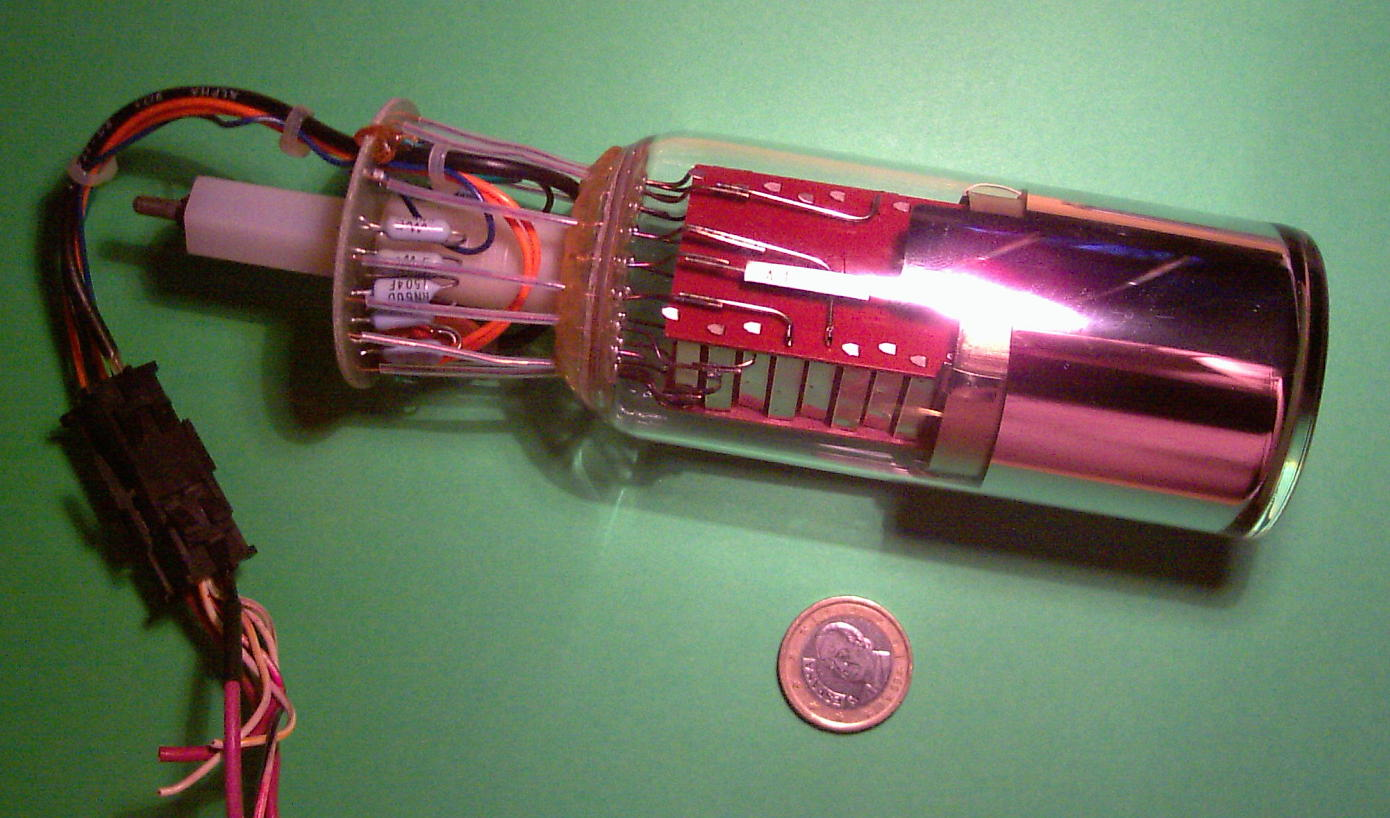
fotomultiplicador de persianaveneciana (RCA).

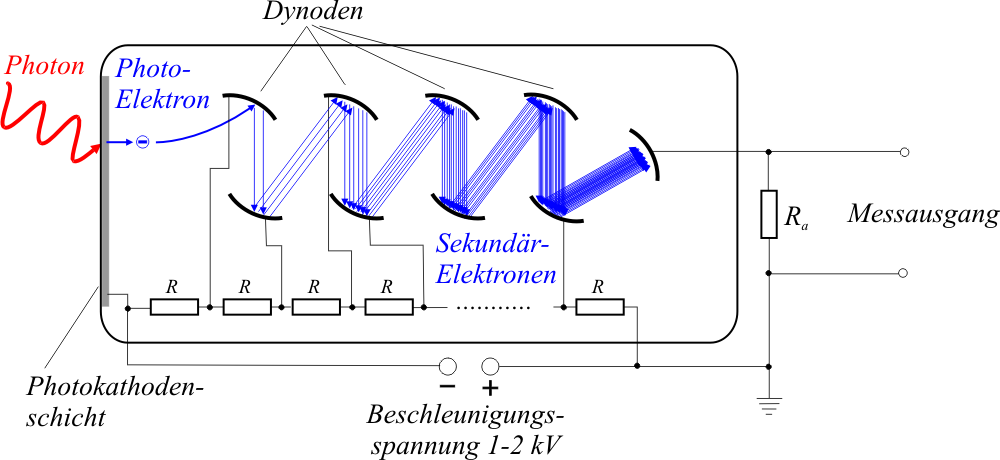
Esquema de funcionament.

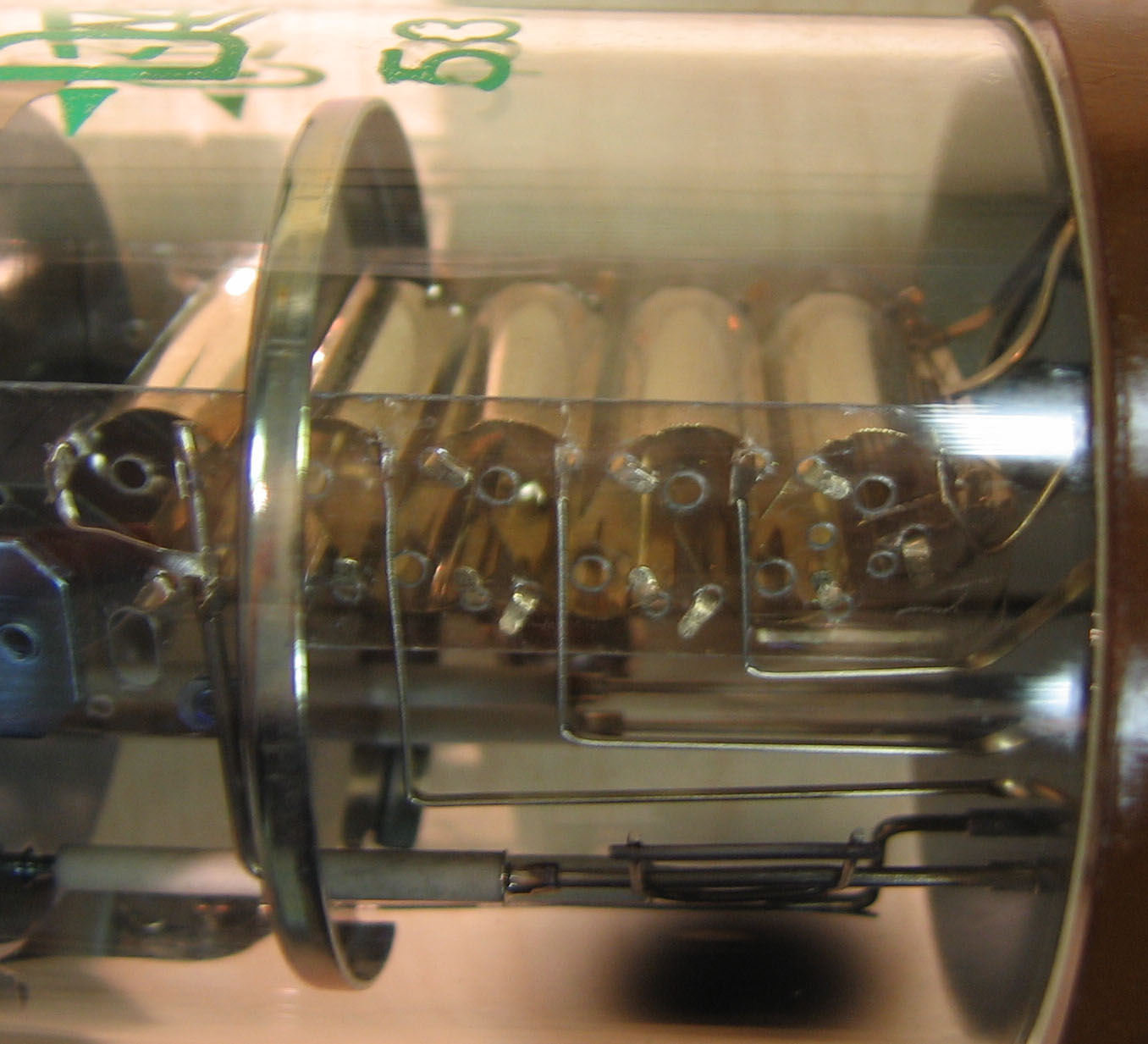
Detall dels dinodos.

Un tub fotomultiplicador és dispositiu electrònic que converteix la llum en un corrent elèctric mesurable, de manera que podem saber quina quantitat de llum arriba al dispositiu.
Les seves característiques més desitjades, són que tingui una gran amplificació i una resposta molt ràpida.
Un tub fotomultiplicador típic consta d'un fotocàtode que està construït amb un material fotosensible, diferents elèctrodes (anomenats dinodes) i un elèctrode col·lector anomenat ànode. Dins d'una làmpada on es fa el buit.
El principi de funcionament del tub fotomultiplicador és el següent;
1. Arriba un fotó a la superfície fotosensible del fotocàtode.
2. Aquest xoc té una certa probabilitat de generar un electró.
3. Aquest electró és accelerat per una diferència de potencial aplicada als dinodes
4. L'electró accelerat topa amb el dinode.
5. Per l'efecte de l'emissió secundària el xoc genera més electrons.
6. Els electrons tornen a ser accelerats i tornen a xocar amb el dinode, generant-ne encara més.
7. Es repeteix aquest procés successivament d'aquesta forma es produeix l'amplificació del corrent.
8. Al final del tub, els electrons arriben a l'ànode, generant un corrent elèctric mesurable.